# Felix Escher
Felix Escher (* 8. März 1945 in Berlin) ist ein deutscher Historiker.

## Leben
1965 begann Escher sein Studium an der Freien Universität Berlin in den Fächern Geschichte und Geographie und schloss dieses 1973 mit dem Ersten Staatsexamen ab. Von 1974 bis 1979 war er als wissenschaftlicher Assistent am Lehrstuhl für Historische Landeskunde an der FU Berlin beschäftigt und war ab 1974/75 Mitglied einer Arbeitsgruppe mit dem Forschungsprojektschwerpunkt „Zisterzienser“ (ab 1980 „Vergleichende Ordensforschung“) am Friedrich-Meinecke-Institut. 1979 wurde Escher von Heinz Quirin promoviert und war Mitarbeiter in der interdisziplinären Arbeitsgruppe Germania Slavica an der FU Berlin.
Von 1986 bis 1996 war Escher wissenschaftlicher Angestellter bei der Historischen Kommission zu Berlin und anschließend Mitarbeiter in DFG-Projekten. Zudem war er von 1992 bis 2006 Vorsitzender der Landesgeschichtlichen Vereinigung für die Mark Brandenburg e. V. Zwischen 1999 und 2000 arbeitete er zudem als wissenschaftlicher Angestellter des Jüdischen Museums Berlin. Seit 1999 ist er Lehrbeauftragter an der TU Berlin, wo er seit dem Wintersemester 2006/2007 als außerplanmäßiger Professor für Mittelalterliche Geschichte lehrt. Seit 2002 ist er gemeinsam mit Eckart Henning Herausgeber und Schriftführer des Jahrbuchs für brandenburgische Landesgeschichte. Seit 2006 ist er zudem Mitglied der Historischen Kommission zu Berlin und der Brandenburgischen Historischen Kommission.
Sein Forschungsschwerpunkt ist die Berliner und brandenburgische Landesgeschichte.

## Veröffentlichungen (Auswahl)
- Brandenburgische Wallfahrten und Wallfahrtsorte im Mittelalter. In: Jahrbuch für die Geschichte Mittel- und Ostdeutschlands 27 (1978), S. 116–137.
- zus. mit Wolfgang Ribbe: Städtische Siedlungen im Mittelalter (= Beiheft des historischen Handatlas von Brandenburg und Berlin), Berlin/New York 1980.
- Askanier und Magdeburger in der Mittelmark im 12. und frühen 13. Jahrhundert. Zugleich ein Beitrag zur Entstehung Berlins. In: Eckart Henning, Werner Vogel [Hrsg.]: Festschrift der Landesgeschichtlichen Vereinigung für die Mark Brandenburg zu ihrem hundertjährigen Bestehen (1884–1984). Berlin 1984.
- Das Kurfürstentum Brandenburg im Zeitalter des Konfessionalismus. In: Ingo Materna, Wolfgang Ribbe (Hrsg.): Brandenburgische Geschichte. Akademie Verlag, Berlin 1995, ISBN 3-05-002508-5, S. 231–290.
- Die katholische Kirche im 19./20. Jahrhundert. In: Gerd Heinrich (Hrsg.): Tausend Jahre Kirche in Berlin-Brandenburg. Berlin 1999.
- zus. mit Jürgen Vietig: Deutsche und Polen – eine Chronik. Berlin 2002.
- zus. mit Hartmut Kühne: Die Wilsnackfahrt. Ein Wallfahrts- und Kommunikationszentrum Nord- und Mitteleuropas im Spätmittelalter. Frankfurt am Main 2006.
- Berlin wird Metropole. Eine Geschichte der Region. Elsengold Verlag, Berlin 2020, ISBN 978-3-96201-038-6.